# Nieuport 17
Nieuport 17 là kiểu máy bay tiêm kích của Pháp được sử dụng trong thế chiến thứ nhất từ năm 1916 và đây là sản phẩm của công ty Nieuport.

## Thiết kế
Nieuport 17 là kiểu máy bay cải tiến từ Nieuport 11 với động cơ có sức mạnh lớn hơn, sải cánh rộng hơn và kiểu dáng tao nhã hơn. Chiếc máy bay này sử dụng động cơ Le Rhône 9J 110 mã lực (82 kW) và sau đó được nâng cấp lên 130 mã lực (97 kW). Ưu điểm tốt nhất của nó là tốc độ lên cao rất nhanh, thường gây bất ngờ và tấn công kẻ thù nhanh chóng. Nhược điểm của kiểu máy bay này là cánh dưới quá hẹp và yếu khiến cho nó dễ gãy vỡ trong các cuộc giao chiến trên không.
Vũ khí được kiểu máy bay này sử dụng là 1 súng máy Vickers hoặc Lewis. Súng máy được lắp đồng trục hướng thẳng về phía trước để phi công có thế vừa lái vừa bắn mục tiêu một cách dễ dàng.

## Lịch sử hoạt động

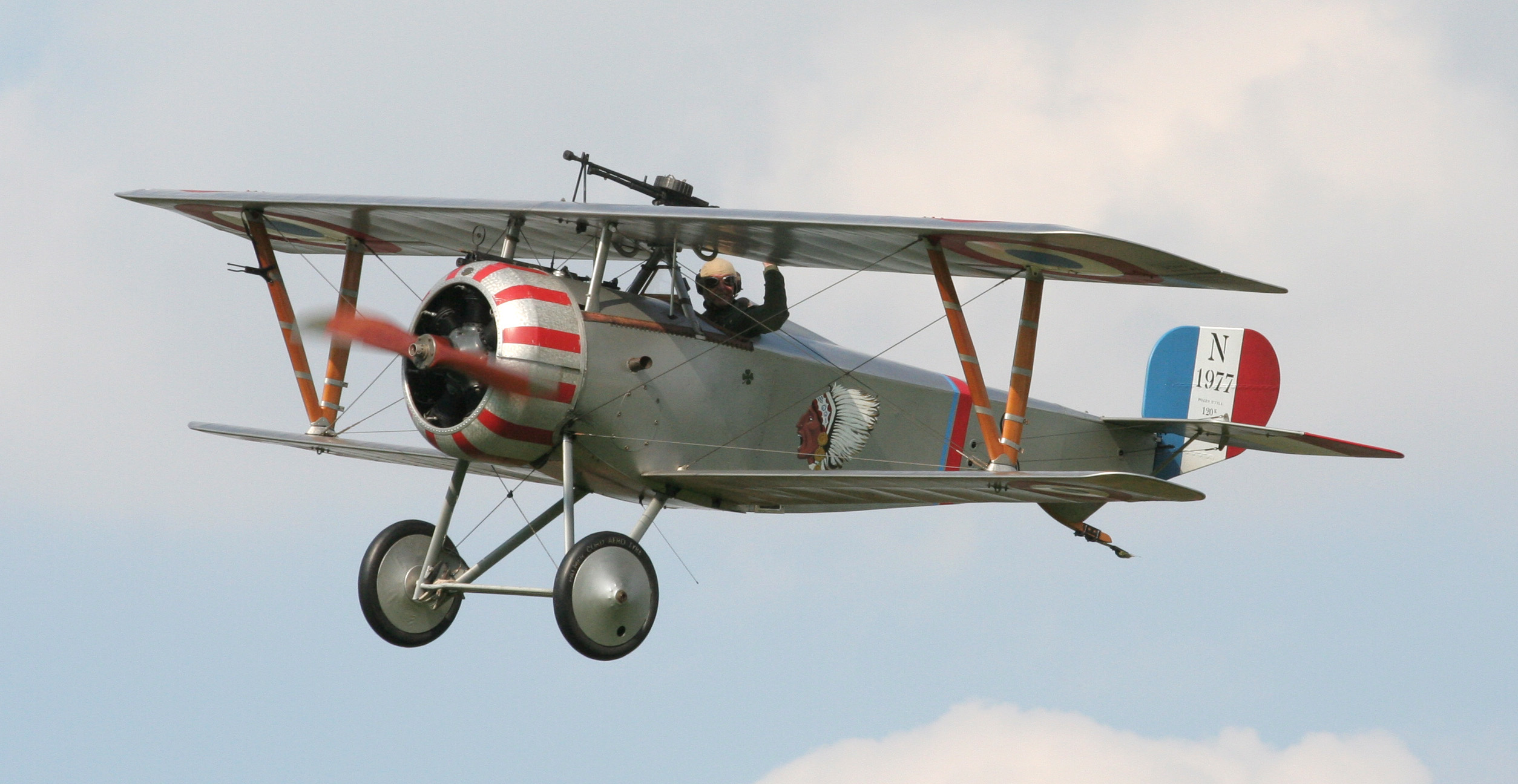
Nieuport 17 được phục chế lại vào năm 2007

Nieuport 17 được đưa ra chiến trường tại mặt trận phía tây lần đầu vào tháng 3 1916 và nó nhanh chóng thay thế cho kiểu máy bay cũ đã trở nên lỗi thời, Nieuport 11. Kiểu máy bay này cũng nhanh chóng được không quân hoàng gia Anh sử dụng vì nó tốt hơn bất kì loại máy bay tiêm kích nào của Anh nào vào thời điểm đó. Vào năm 1916, Nieuport 17 đã được trang bị cho hầu hết các phi đội của Pháp. Kiểu máy bay này cũng tỏ ra vượt trội hơn kiểu máy bay Fokker E.III của Đức khiến cho ưu thế trên không của Đức dần mất đi.
Đế đối phó với Nieuport 17, người Đức đã bắt được và nghiên cứu kiểu dáng cùng các đặc điểm kỹ thuật của nó. Kết quả là kiểu máy bay Siemens-Schuckert D.I ra đời dựa trên sự sao chép từ Nieuport 17 tuy nhiên kiểu máy bay này đã không được sử dụng phổ biến.
Khi các kiểu máy bay hiện đại hơn của Đức ra đời, Nieuport 17 không đủ khả năng chiến đấu nên được thay thế bằng Nieuport 24 và 27. Ngay từ giữa năm 1917, 1 lượng lớn Nieuport 17 đã được thay thế bằng kiểu máy bay SPAD S.VII của Anh.
Các phi công phe Entente nổi tiếng lái chiếc máy bay này có thể kể đến như phi công người Canada W.A. Bishop, người đã được nhận huân chương Victoria vì thành tích chiến đấu hay Albert Ball. Nổi bật nhất trong số đó là phi công người Anh, Philip Fullard, người đã có 40 chiến thắng trên các kiểu máy bay Nieuport 17, 23 và 27. Sau khi không còn được sử dụng chiến đấu, Nieuport 17 được sử dụng để các phi công trẻ tập luyện và rất nhiều phi công Anh và Pháp đã bắt đầu sự nghiệp của mình trên chiếc Nieuport 17.
Trong bộ phim "Flyboys"(2006), 1 bộ phim lấy bối cảnh các cuộc không chiến trong thế chiến thứ nhất, các diễn viên đóng vai phi công tình nguyện Mỹ trong phim đã sử dụng máy bay Nieuport 17 được phục chế lại để đóng phim. Các diễn viên này cũng phải học lái kiểu máy bay trên để đóng phim.

## Quốc gia sử dụng
Bỉ
 Chile
 Colombia
 Tiệp Khắc
 Estonia
 Phần Lan
 Pháp
- Không quân Pháp

 Hungary
 Italy
- Không quân Ý

 Hà Lan
 Ba Lan
 Romania
 Nga
 Xiêm (Thái Lan)
 Liên Xô
 Ukraina
 Anh Quốc
- Không quân Hoàng gia Anh

 United States
- Không quân Mỹ

## Đặc điểm kỹ thuật

### Đặc tính chung
- Phi hành đoàn: 1 người
- Chiều dài: 5.8 m (19 ft)
- Sải cánh: 8.2 m (26 ft 9 in)
- Chiều cao: 2.4 m (7 ft 10 in)

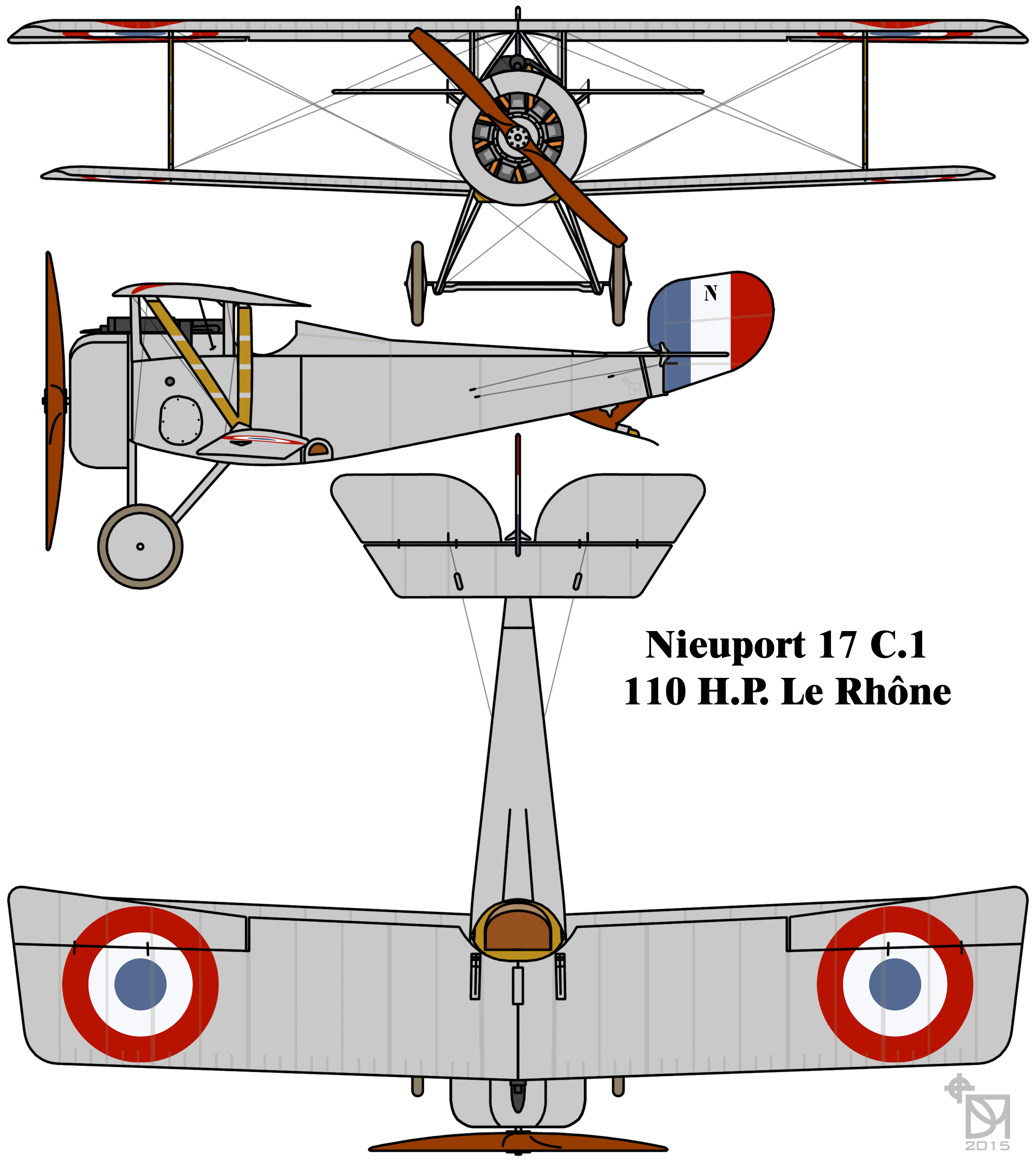
Nieuport 17 đường vẻ

- Diện tích cánh: 14.75 m² (158.77 ft²)
- Trọng lượng không tải: 375 kg (827 lb)
- Trọng lượng có tải: 560 kg (1.235 lb)
- Động cơ: 1 động cơ Le Rhône 9J 982 kW (110 hp)

### Đặc tính bay
- Tốc độ tối đa: 164 km/h (88.5 knots, 102 mph)
- Tầm hoạt động: 249 km (134.5 [nm], 155 dặm)
- Trần bay: 5.300 m (17.390 ft)
- Tốc độ lên cao: 11.5 phút 3.000 m (9.840 ft) ()
- Lực nâng của cánh: 37.9 kg/m² (7.77 lb/ft²)
- Công suất: 0.15 kW/kg (0.09 hp/lb)

### Hỏa lực
- 1 súng máy Vickers hoặc Lewis